# Набег (рассказ)
«Набе́г. Расска́з волонтёра» (также просто «Набег») — первый рассказ Льва Николаевича Толстого, также первое из произведений кавказского цикла писателя и вторая его опубликованная литературная работа (после «Детства»).
Повествование ведётся от лица волонтёра, участвующего в вооружённом походе русского батальона на горный аул. Рассказ имеет реальную основу: в подобной кампании в июне 1851 года участвовал сам Толстой. За написание он принялся в мае 1852 года. Реальная основа отразилась и в персонажах: для многих из них прототипами явились сослуживцы Толстого. Он закончил работу в декабре 1852-го и отправил рассказ Николаю Некрасову в журнал «Современник», где тот и был напечатан через три месяца.
В рассказе Толстой занимается поисками истинного понятия храбрости. Главный герой выводит формулу: «…храбр тот, кто боится только того, чего следует бояться, а не того, чего не нужно бояться». Таким оказывается капитан Хлопов — простой солдат, в котором «было очень мало воинственного». «Набег» также является и осуждением войны писателем.
Благодаря «Набегу» и другим произведениям кавказского цикла Толстой привлёк к своему творчеству внимание многих читателей, особенно имевших воинское звание, а также критиков, которым в целом понравился рассказ.

## Сюжет
Действие происходит во время Кавказской войны в Чечне. Рассказ ведётся от лица волонтёра, приехавшего на Кавказ, чтобы понаблюдать за ходом военных действий.
Капитан Хлопов сообщает, что батальону приказано выступать. На рассвете следующего дня батальон отправляется на дело. Рассказчик знакомится с разными типами офицеров: юным прапорщиком Аланиным, радующимся, что ему предстоит первый бой, а также с храбрым поручиком Розенкранцем, одетым по-кавказски — «один из наших молодых офицеров, удальцов-джигитов, образовавшихся по Марлинскому и Лермонтову. Эти люди смотрят на Кавказ не иначе, как сквозь призму Героев нашего времени, Мулла-Нуров и т. п., и во всех своих действиях руководствуются не собственными наклонностями, а примером этих образцов». Ни в офицерах, ни в солдатах рассказчик не замечает ни тени беспокойства перед боем, которое испытывает он сам:
…шуточки, смехи, рассказы выражали общую беззаботность и равнодушие к предстоящей опасности. Как будто нельзя и предположить, что некоторым уже не суждено вернуться по этой дороге!
Вечером батальон прибывает в крепость, где рассказчик становится свидетелем светского разговора генерала с графиней, который также удивляет его своим слишком мирным характером. Затем батальон вновь выступает. Красота и тишина природы навевают на рассказчика мысли о нелепости войны:
Неужели тесно жить людям на этом прекрасном свете, под этим неизмеримым звездным небом? Неужели может среди этой обаятельной природы удержаться в душе человека чувство злобы, мщения или страсти истребления себе подобных? Все недоброе в сердце человека должно бы, кажется, исчезнуть в прикосновении с природой — этим непосредственнейшим выражением красоты и добра.
Ночью отряд переходит реку и не доезжая до аула встречает горцев. Конница рассыпается цепью, завязывается перестрелка. Горцы отступают, батальон занимает аул и идёт дальше. В перелеске продолжается артиллерийская и ружейная перестрелка. Молодой прапорщик бросается со взводом в атаку, его смертельно ранят.
К вечеру отряд возвращается к крепости: «Тёмные массы войск мерно шумели и двигались по роскошному лугу; в различных сторонах слышались бубны, барабаны и весёлые песни».

## Персонажи
- Рассказчик — волонтёр.
- Капитан Павел Хлопов. К моменту действия в рассказе служил уже 18 лет; за это время был четыре раза тяжело ранен. Но ни о своих походах, ни о ранениях матери своей, Марье Ивановне, не пишет: по его словам, боится напугать, но ежегодно посылает ей и своей сестре Аннушке деньги. «Капитан жил бережливо: в карты не играл, кутил редко и курил простой табак…» Рассказчик так описывает его внешность: «у него была одна из тех простых спокойных русских физиономий, которым приятно и легко смотреть прямо в глаза».
- Прапорщик Аланин — субалтерн-офицер роты Хлопова. «У него были прекрасные черные глаза, тонкий носик и едва пробивавшиеся усики», а также чёрные густые волосы. Набег, описанный в рассказе, был первым «делом» молодого прапорщика.
- Поручик Розенкранц. Слыл в полку за «отчаянного храбреца и такого человека, который хоть кому правду в глаза отрежет». Одевался и вёл себя таким образом, чтобы быть похожим на татарина. Один раз был ранен пониже спины. Рассказчику кажется, что Розенкранц подражает романтическим героям Лермонтова и Бестужева-Марлинского.

## История написания и публикации
В апреле 1851 года бросивший университет и обманувшийся в своих надеждах улучшить жизнь яснополянских крестьян Лев Николаевич Толстой приехал на Кавказ, как он сам писал, «сломя голову», в станицу Старогладковскую, волонтёром на службу в действующую армию. В июне того же года он участвовал в походе русского отряда на горный аул. На событиях этого похода и был основан рассказ, к написанию которого, считается, Толстого подталкивают сильнейшие впечатления, пережитые им в январе—феврале 1852 года, в боях русских с горцами, во время одного из которых он едва не погибает. За рассказ он взялся в мае 1852 года, ещё не окончив своей повести «Детство».
Известно, что многие из персонажей «Набега» имеют реальных прототипов. Так, прапорщик Буемский и офицер линейного казачьего войска Александр Васильевич Пистолькорс, сослуживцы Толстого, явились прототипами для прапорщика Аланина и поручика Розенкранца. Они, увидев себя в этих персонажах, были сильно задеты. А образ генерала был создан на основе личности князя Александра Ивановича Барятинского, который руководил тем самым набегом в июне 1851 года. Сам Толстой весьма опасался, что покровительствующий ему князь узнает себя в персонаже. Капитану Хлопову послужил прототипом ещё один сослуживец Толстого, Хилковский. «…Старый капитан Хилковский, из уральских казаков, — старый солдат, простой, но благородный, храбрый и добрый», — писал Толстой 22 июня 1851 года Т. А. Ергольской.
В первых вариантах «Набега» гораздо подробнее описывалось разорение горского аула; в рассказе имело место большое публицистическое отступление, где Толстой признавал историческую оправданность Кавказской войны. Но всё это было удалено самим писателем при окончательной отделке.

Рассказ писался около семи месяцев, но с большими перерывами, так как Толстой одновременно оканчивал «Детство», делал наброски «Романа русского помещика» и начинал писать повесть «Отрочество». Первоначальное название произведения, «Письмо с Кавказа», переросло в «Рассказ волонтёра», а в дальнейшем и в «Описание войны». 24 декабря 1852 года Толстой закончил работу над произведением и, считая, что рассказ «не дурен», 28 декабря (по другому источнику 26-го) отправил его вместе с письмом к Николаю Алексеевичу Некрасову в журнал «Современник», где «Набег» и был напечатан в марте 1853 года («Современник», № 3, подпись — «Л. Н.»). В письме Толстой просил Некрасова ничего не добавлять, вырезать или же менять в его новом произведении. «Ежели, против чаяния, — писал он, — цензура вымарает в этом рассказе слишком много, то, пожалуйста, не печатайте его в изувеченном виде, а возвратите мне». Рассказ, как того и опасался сам писатель, был серьёзно подвергнут цензуре и приведён, по словам Толстого, «в самое жалкое положение» — настолько, что Некрасов, увидев результат цензурной корректуры, даже засомневался — печатать ли его. Но всё же он решился на публикацию, написав Толстому 6 апреля 1853 года: 
Признаюсь, я долго думал над измаранными… корректурами — и наконец решился напечатать, сознавая по убеждению, что хотя он и много испорчен, но в нем осталось еще много хорошего. Это признают и другие… Пожалуйста, не падайте духом от этих неприятностей, общих всем нашим даровитым литераторам. Не шутя, Ваш рассказ еще и теперь очень жив и грациозен, а был он чрезвычайно хорош…
 Таким образом, «Набег» — стал вторым (после «Детства») опубликованным произведением писателя. Гораздо позже при его печатании в книге «Военные рассказы графа Л. Н. Толстого» 1856 года некоторые фрагменты, изъятые цензурой, были восстановлены, и этот текст стал отправным для всех последующих изданий.

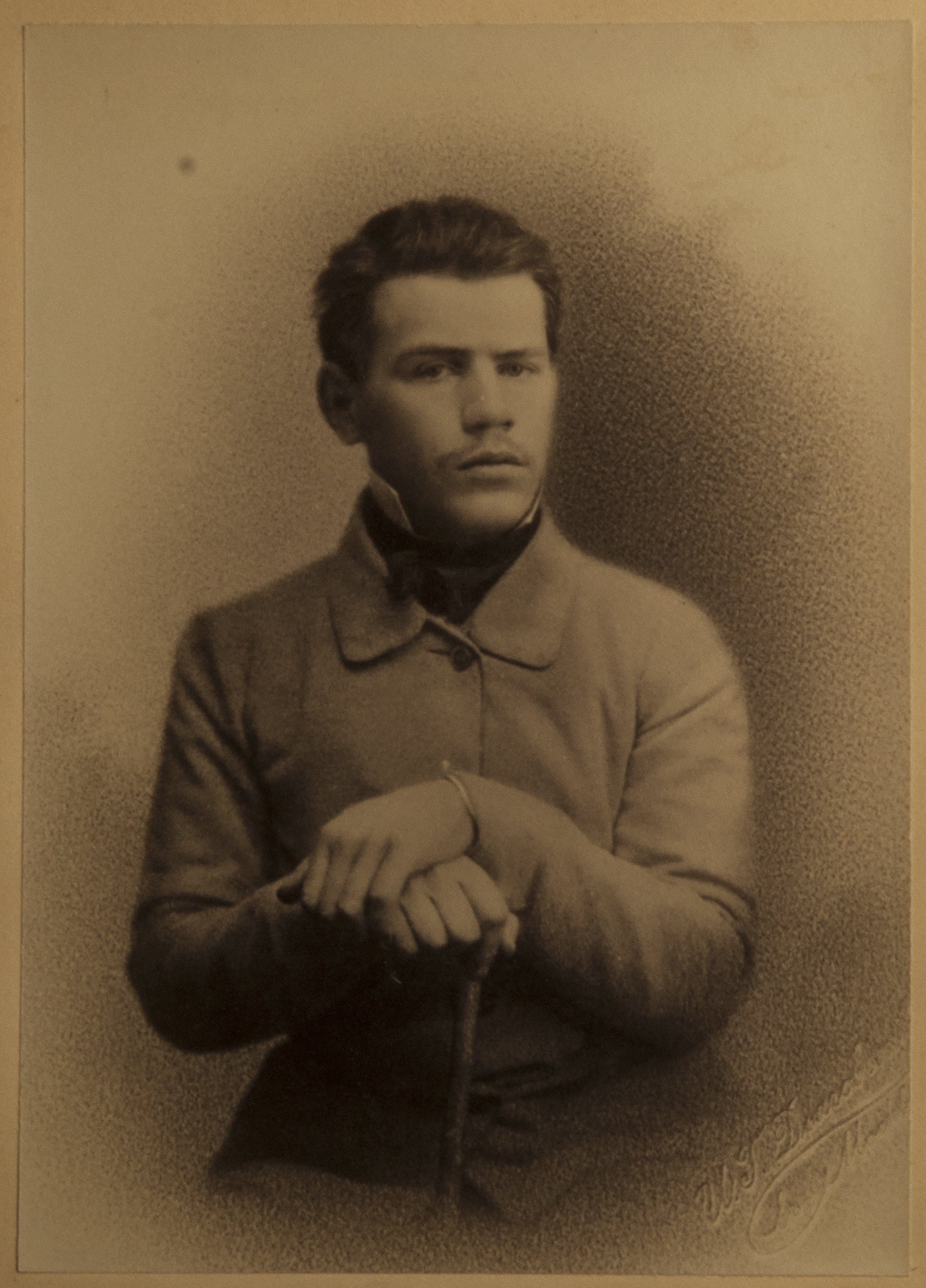
Автор рассказа Л. Н. Толстой в 1851 году
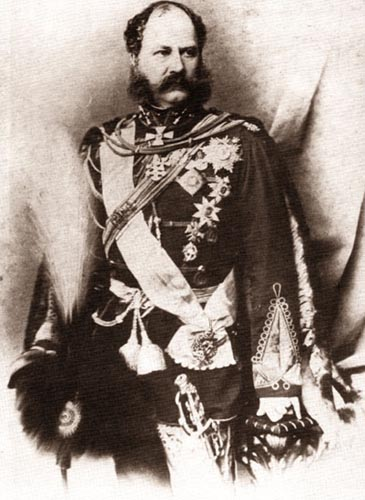
Прототип генерала А. И. Барятинский в 1877 году
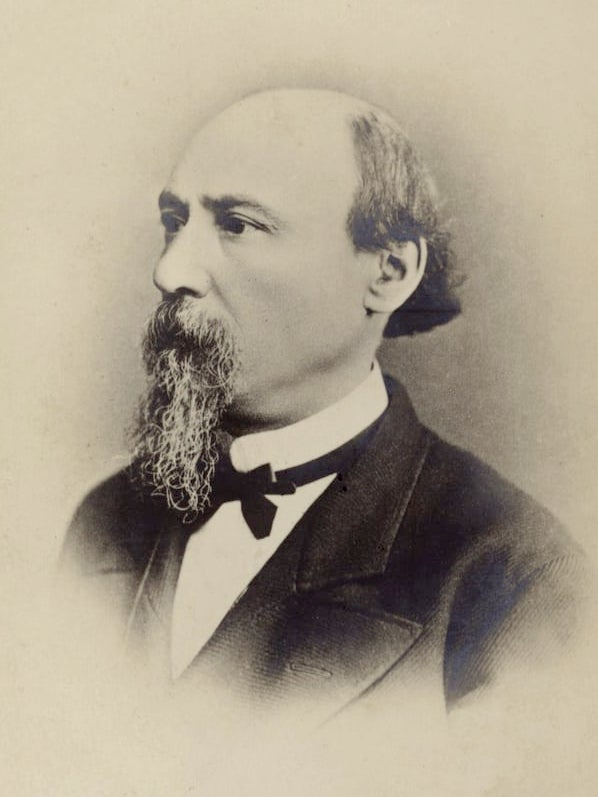
Редактор журнала «Современник», поэт и писатель Н. А. Некрасов между 1870 и 1878 годами

## Художественные особенности
Своё первоначальное отношение к Кавказу Толстой называл «детским взглядом», то есть представление о Кавказской войне, сложившееся под впечатлением от произведений Марлинского и романтических поэм Лермонтова. Но оказавшись на Кавказе, молодой писатель изменил своё восприятие. Он перерос уровень «детского взгляда» или, как Толстой ещё его называл, «молодечества». Подобные убеждения уже казались ему не безупречными, и он начал искать истинное понятие храбрости. Рассказ «Письмо с Кавказа» (будущий «Набег») — и явился размышлением на эту тему. Так, по-настоящему храбрым в произведении оказывается капитан Хлопов — простой, естественный и по-житейски мудрый солдат, в котором «было очень мало воинственного». Он заметно отличается от Розенкранца или офицеров из свиты генерала, для которых набег — только очередной случай показать своё «молодечество».
По мере работы над рассказом всё точнее проявляется отношение Толстого к войне как к противоестественному феномену, порождённому «гадкими людьми». В результате, «описание» войны становится её осуждением. Главная цель писателя здесь и в других своих военных произведениях — это уничтожение устоявшегося романтического изображения военных сюжетов. В его работах нет яркого героя или впечатляющих картин сражений. Вместо всего этого простая и обыденная обстановка, в которой персонажи заняты войной как работой. Их чувства и настроения подробно анализируются, раскладываются на составляющие, причём оказывается, что одним из этих составляющих является страх.
Философ и психоаналитик Сергей Зимовец предполагает что в рассказе отчасти выражена латентная гомосексуальность Толстого.

## Критика и признание
Поэт и писатель Николай Некрасов находил доцензурную версию рассказа «чрезвычайно хорошей». Александр Васильевич Дружинин назвал его «рассказцем хорошеньким и как будто набросанным с небрежностью». Критик отметил, что «Набег» полон «поэзии военной жизни», которая достигнута при помощи «опьяняющих, волнующих душу» и «пленительных» изображений выступления войск, ночлегов под открытым небом, приготовлений к бою и т. д. Дружинин также положительно отозвался о персонажах: «Розенкранца и капитана Хлопова ещё не бывало в нашей повествовательной литературе». Константин Сергеевич Аксаков писал, что «Набег» отличается «наглядностью живою, прямым отношением к предмету, уважением жизни и стремлением восстановить её в искусстве во всей правде». 
Степан Семёнович Дудышкин находил, что рассказ «прост и естественен», но в то же время, по его мнению, в произведении было много нового, в частности, «истинные и счастливые нововведения в описании военных сцен». Дудышкин особенно обратил внимание на капитана Хлопова, сравнив его с героями других произведений: «Он не Максим Максимыч Лермонтова, но несколько сродни ему… Капитан Хлопов не похож на капитана Миронова в „Капитанской дочке“ <Пушкина>, но тоже сродни ему».
Благодаря «Набегу» и другим «кавказских» повестям и рассказам Толстой привлёк к своему творчеству внимание многих читателей, имевших воинское звание. Дружинин писал, что «служащая молодежь читает произведения его с жадностью». Но изначально, когда из кавказского цикла был напечатан только «Набег», на рассказ было обращено мало внимания, «как на вещь, которая не бросается в глаза», — писал Дудышкин.

### Книги
- Дружинин, Александр. Собрание сочинений. — СПб., 1865. — Т. VII.
- Дудышкин, Степан. <Рассказы г. Л. Н. Т. из военного быта> // Критика 50-х годов XIX века / Сост. Л. Соболева. — М.: Олимп, 2002. — 446 с. — (Библиотека русской классики). — 5000 экз. — ISBN 978-5-8195-0760-5.
- Трубецкой, Николай. Литературное развитие Льва Толстого // N.S. Trubetzkoy's Letters and Notes / Под ред. Романа Якобсона. — Берлин: Walter de Gruyter, 1985. — P. 476. — 509 p. — ISBN 3-11-010593-4.

### Статьи
- Аксаков, Константин. Обозрение современной литературы // Аксаков, Константин; Аксаков, Иван. Литературная  критика : книга. — М.: Современник, 1981.
- Бурнашева, Н. Комментарии // Толстой, Лев. Собрание сочинений в 22 томах : книга. — М.: Художественная литература, 1978—1985. — Т. 2, вып. Произведения 1852—1856 гг.. — С. 385—406.
- Виноградов, Игорь. Как человеку жить надо? // Толстой, Лев. Повести. Рассказы : книга. — М.: Советская Россия, 1985. — С. 3—20.
- Виноградов, Игорь. Комментарии // Толстой, Лев. Повести. Рассказы : книга. — М.: Советская Россия, 1985. — С. 499—510.
- Опульская, Л. Повести и рассказы молодого Л. Толстого // Толстой, Лев. Казаки. Повести и рассказы : книга. — М.: Художественная литература, 1981. — С. 3—19.